# 愛媛県立松山工業高等学校
愛媛県立松山工業高等学校（えひめけんりつまつやまこうぎょうこうとうがっこう、英語: Ehime Prefectural Matsuyama Technical High School）は、愛媛県松山市真砂町にある工業高等学校である。略称は松工（まつこう）。
2004年（平成16年）度から2006年（平成18年）度までスーパーイングリッシュランゲージハイスクールの指定を受けていた。
毎年９月に開催される運動会での、１年生全員による集団演技「松工体操」は50年以上の歴史を誇る伝統として有名である。

## 沿革

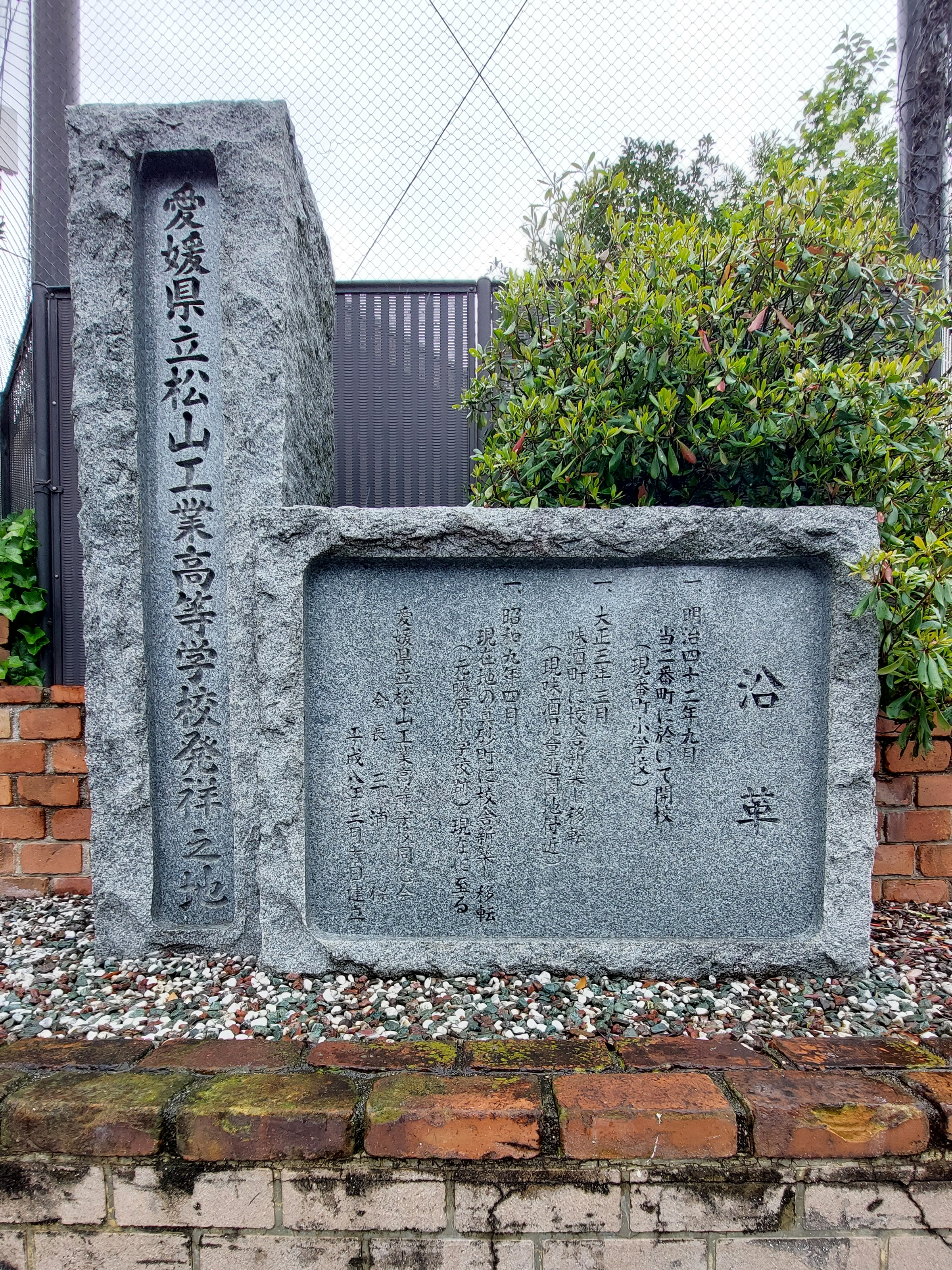
愛媛県立松山工業高等学校発祥之地（松山市二番町）

- 1909年9月 - 松山市立工業徒弟学校として松山市二番町に開校する（現在の松山市立番町小学校の場所であり、同小学校の南西の角に「発祥の地」の碑がある）。
- 1914年3月 - 松山市味酒町に移転する。
- 1918年6月 - 松山市立工業学校と改称。
- 1922年4月 - 愛媛県松山工業学校と改称。
- 1934年4月 - 県立に移管、愛媛県立松山工業学校と改称。松山市真砂町に移転する。
- 1948年4月 - 学制改革により愛媛県立松山工業高等学校と改称。
- 1949年9月 - 高校再編により愛媛県立松山南高等学校となる。
- 1954年3月 - 愛媛県立松山工業高等学校として独立。

## 学科
全日制
- 機械科
- 電子機械科
- 電気科
- 情報電子科
- 工業化学科
- 建築科
- 土木科
- 繊維科

定時制
- 機械科
- 建築科

### かつて
- 電子科
- 情報技術科
- 電気科（定時制）

## クラブ活動
- 自転車競技部
- サッカー部（全国高校サッカー選手権大会出場）
- 吹奏楽部（今治高校生ジャズフェスティバル出場）
- バレーボール部
- メカトロ部
- 卓球部
- 放送部
- 電気技術部
- 新聞部（機関紙　松工新聞発行）
- 写真部
- 囲碁将棋同好会
- 松工青春部（総合体育部）
- 少林寺拳法部
- 自動車部(通称MAC）

## 著名な卒業生
（50音順）
- 伊藤元太 - プロサッカー選手
- 宇都宮葵星 - プロ野球選手
- 大森研一 - 映画監督・映像作家・脚本家
- 岡田慎司 - プロサッカー選手
- 川井健太 - プロサッカー選手
- 楠成人（英語版） - ライフル射撃選手
- 忽那喬司 - プロサッカー選手
- 小橋勇利 - 元自転車プロロードレース選手
- 高野公彦 - 歌人
- 高橋幸造 - バレーボール選手
- 高橋慎治 - バレーボール選手
- 中野圭 - プロサッカー選手
- 松下佳貴 - プロサッカー選手
- 三浦保 - 三浦工業創始者、伊予テレビ（現:あいテレビ）初代社長

## 姉妹校
- フットヒル高等学校（Foothill High School、アメリカ・カリフォルニア州）
- 台北市立松山高級工農職業学校（台湾・台北市）

## 不祥事
2023年に空手部の顧問教員から体罰を受けたなどとして、元部員が県に賠償を求めた裁判で、県は「違法な指導があった」と認め、再発防止のため県立高校のすべての教員に必要な措置を取るなどとした内容で和解が成立した。